# Koekelare
Koekelare est une commune néerlandophone de Belgique située en Région flamande dans la province de Flandre-Occidentale.

## Héraldique
|  | La commune possède des armoiries qui lui ont été octroyées le 10 novembre 1819, confirmées les 11 mai 1840 et 7 juillet 1987. Elles sont basées sur les armoiries des seigneurs médiévaux de Koekelare, déjà mentionnées dans le rôle d'armes de Gelre du début du XIVe siècle. La lettre C est l'initiale de la ville avant 1955 midifié en en K à l'époque. Les couleurs historiques étaient argentées sur bleu, probablement tirées des couleurs du Franc de Bruges. Comme Walter IV seigneur van Koekelare était échevin du Franc de Bruges de 1247 à 1279, les armoiries de la famille sont également devenues les armes de la région de Koekelare au sein de Franc de Bruges. Les couleurs de 1819 à 1840 sont les couleurs nationales hollandaises, la municipalité n’ayant pas mentionné les couleurs dans la demande initiale. Après l'indépendance de la Belgique, les armoiries ont été confirmées et les couleurs n'ont pas été changées. Ce n'est qu'en 1987 que les couleurs historiques ont été restaurées et le petit C enlevé. Blasonnement : D'azur à trois besants d'argent. Source du blasonnement : Heraldy of the World. |

## Géographie

### Sections de la commune
| # | Section        | Superf. (km²) | Habitants (2020) | Habitants par km² | Code INS |
| - | -------------- | ------------- | ---------------- | ----------------- | -------- |
| 1 | Koekelare (I)  | 28,57         | 7.483            | 262               | 32010A   |
| 2 | Bovekerke (II) | 5,48          | 1.009            | 184               | 32010B   |
| 3 | Zande (III)    | 5,39          | 266              | 49                | 32010C   |

### Localités

Koekelare, communes fusionnées et voisines. Les zones en jaune sont les surfaces bâties.

- Koekelare: De Mokker

### Communes limitrophes
- a. Handzame (paroisse d'Edewalle) (commune de Kortemark)
- b. Werken (commune de Kortemark)
- c. Vladslo (ville de Dixmude)
- d. Leke (ville de Dixmude)
- e. Sint-Pieters-Kapelle (commune de Middelkerke)

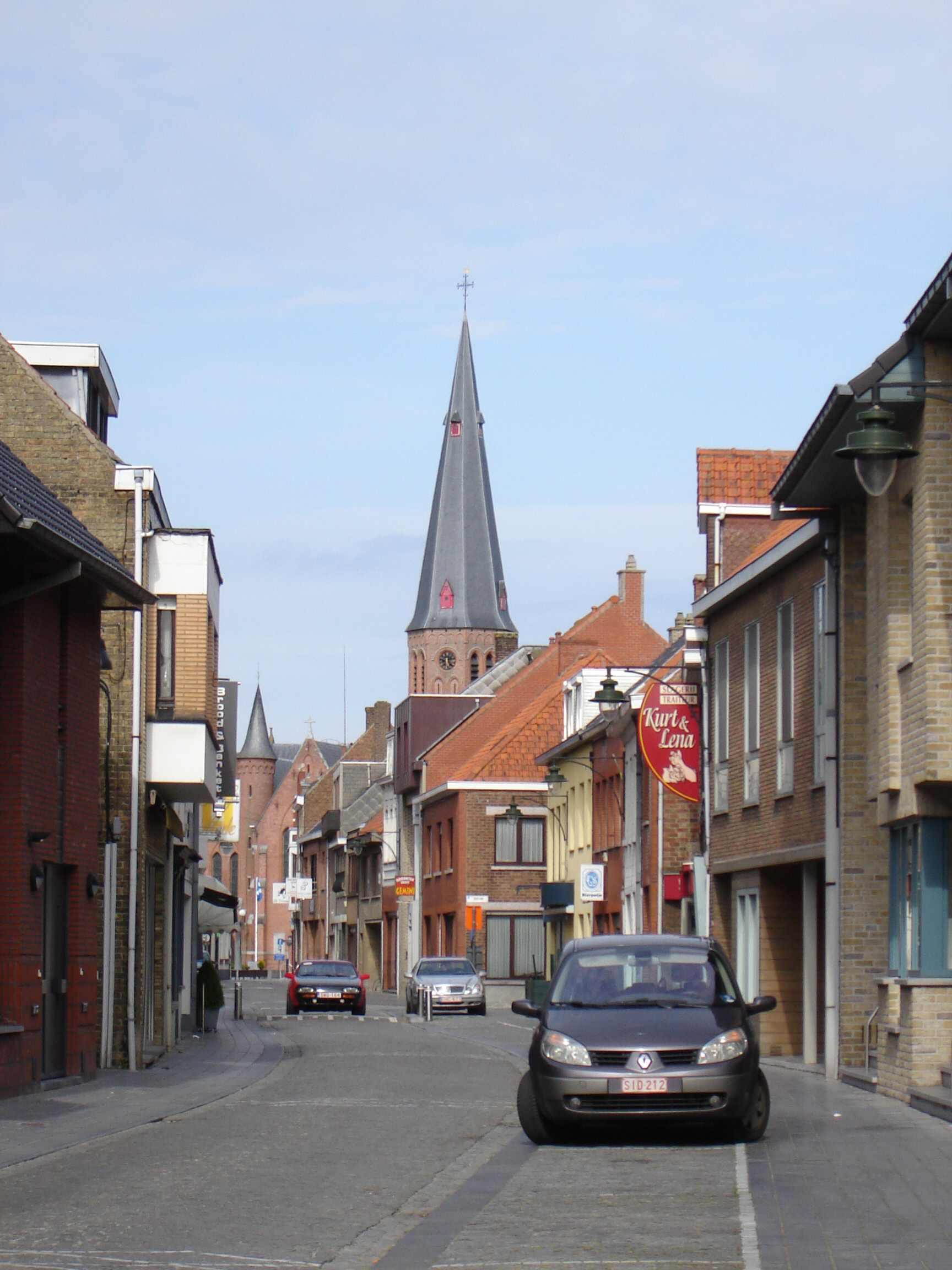
Dorpsstraat à Koekelare avec l'église Saint-Martin

- f. Zevekote (ville de Gistel)
- g. Moere (ville de Gistel)
- h. Eernegem (commune d'Ichtegem)
- i. Ichtegem (commune d'Ichtegem)

## Musées

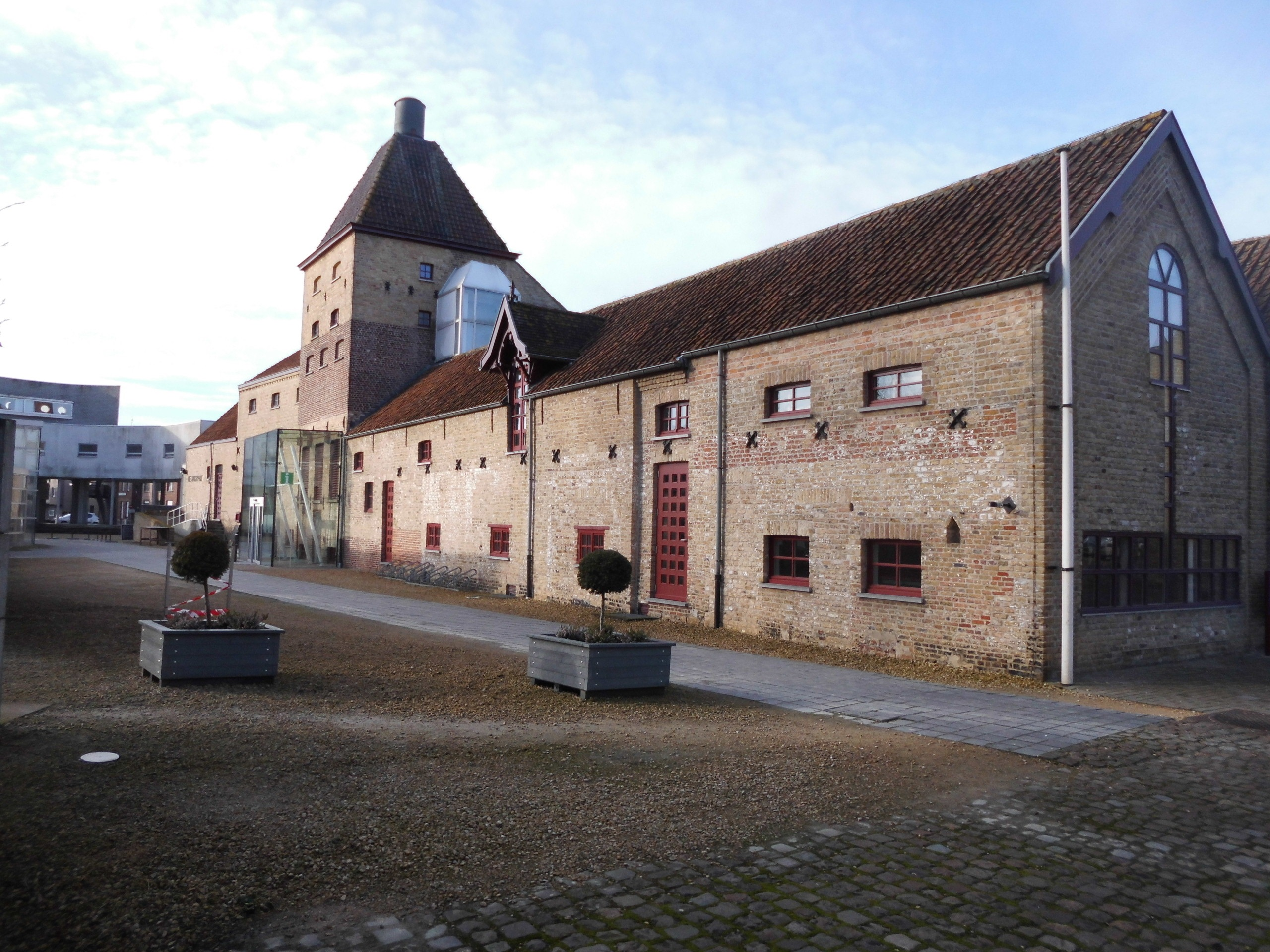
Ancienne Brasserie Christiaen, dont la tour abrite le Musée Käthe Kollwitz

- Lange Max Museum : consacré au célèbre canon allemand de la première Guerre mondiale
- Käthe Kollwitz Museum : consacrée à l'artiste allemande Käthe Kollwitz
- Fransmansmuseum : consacré aux travailleurs saisonniers flamands en France

## Démographie

### Évolution démographique: Avant la fusion des communes
- Sources : INS, Rem. : 1831 jusqu'en 1970 = recensements[3].

### Évolution démographique de la commune fusionnée
Le graphique suivant reprend sa population résidente au 1er janvier de chaque année
- Source : DGS - Remarque: 1831 jusqu'à 1981=recensement; depuis 1990=nombre d'habitants chaque 1er janvier[4]

## Personnalités
- Polydore Holvoet (1900-1972), homme politique libéral, est mort à Koekelare.